# 자급자족
자급자족(自給自足)은 사람이나 단체가 누군의 도움을 거의 받지 않고, 또는 온전히 받지 않은 채 스스로 충당하는 상태이다.
자급자족적 사회(自給自足的社會)는 마을이나 나라에서 자기의 공동체 범위내에서 필요한 것을 대외적인 교역(交易)에 의존하는 일 없이 생산하고 소비하는 사회를 말한다. 전공업화의 사회 속에서도 가장 원시적인 단계이다. 대외교역이 없다고 하는 것은 새로 발전하기 위한 자극이 적고, 새로이 발전하기 위해서 필요하고 또한 복잡한 제생산 요소의 보완적인 한 조(組)를 갖추기 어렵고, 잠재적 자원을 발전의 방향으로 전용하기 위한 유효수요(有效需要)가 적으므로 발전에 대해서는 마이너스이다.  발전한 사회가 전쟁 중이나 전쟁 준비의 경우에 일시적으로 자급자족제를 채택하는 일이 있다. 그 때의 부자유를 상기(想起)하는 것만으로도 위의 일들은 어느 정도 이해될 수 있다.

## 같이 보기
- 가용성
- 식량주권
- 독립
- 개인주의
- 주체사상
- 지방제도
- 자조론
- 생존주의
- 작은 집 운동